# Croton pynaertii
Croton pynaertii är en törelväxtart som beskrevs av De Wild.. Croton pynaertii ingår i släktet Croton och familjen törelväxter. Inga underarter finns listade i Catalogue of Life.